# Grupo Parlamentario de las Minorías Catalana y Vasca
El Grupo Parlamentario de las Minorías Catalana y Vasca, o Grupo Parlamentario Vasco-Catalán, existió en el Congreso de los Diputados español en 1977, entre la constitución de los grupos parlamentarios el 26 de julio y la aprobación del reglamento del Congreso y posterior adecuación de los grupos parlamentarios a dichas normas el 24 de octubre de 1977, aunque realmente sus últimos miembros lo abandonaron el 18 de octubre, al inicio de la Legislatura Constituyente, incluyendo a parlamentarios de formaciones nacionalistas vascas y catalanas.
Tras las elecciones generales de 1977, se constituyeron las cámaras legislativas. Sin embargo, dado que las últimas elecciones democráticas se habían celebrado en febrero de 1936 y de que durante la república, las Cortes eran unicamerales, el Congreso carecía de reglamento. En las sesión del 14 de julio de 1977, se llevó a cabo una votación para establecer, de forma provisional, las condiciones para formar grupos parlamentarios. Salió adelante la propuesta socialista de requerir un mínimo de quince diputados para constituir un grupo parlamentario.
A consecuencia de ello, formaron el Grupo Vasco-Catalán 22 diputados: los 8 del Partido Nacionalista Vasco, los 5 de Convergència Democràtica de Catalunya, los 2 de Esquerra Democràtica de Catalunya, los 4 del Partit Socialista de Catalunya-Reagrupament (los once últimos, de CDC, EDC y PSC-R, elegidos en las candidaturas del Pacte Democràtic per Catalunya), el diputado de Unió Democràtica de Catalunya (elegido en la candidatura de la coalición UCiDCC), el de Esquerra Republicana de Catalunya y el de Euskadiko Ezkerra. Miquel Roca (CDC) fue el portavoz del grupo y Xabier Arzalluz (PNV) y Joaquím Arana (PSC-R) fueron nombrados suplentes.
Miquel Roca fue el representante del Grupo Vasco-Catalán en la ponencia constitucional, al ceder a este grupo uno de los dos que tenía el PSOE.
Al aprobarse el reglamento definitivo, las condiciones se relajaron. Aunque se mantenía el umbral genérico de quince diputados, se permitió que candidaturas que hubiesen obtenido más de 250.000 votos y el 20% de los escaños en el conjunto de las circunscripciones en que se hubiesen presentado pudiesen formar grupo. Así, el grupo se disolvió en octubre de 1977, abandonándolo el día 14 los diputados del PNV y EE, y entre el 18 y 19, el resto. De este modo, se formaron en su lugar las minorías vasca y catalana. La Minoría Vasca agrupó a los ocho diputados del PNV, en tanto que la Minoría Catalana la compusieron el resto de parlamentarios del Grupo Vasco-Navarro (trece en total).
| Composición inicial                                 |         | |
| Partido                                             | Escaños | Diputados |
| Partido Nacionalista Vasco (PNV)                    | 8       | Iñigo Agirre Kerexeta, Juan de Ajuriaguerra, Xabier Arzalluz, Gerardo Bujanda Sarasola, José Ángel Cuerda Montoya, Andoni Monforte Arregi, Pedro María Sodupe Corcuera, Marcos Vizcaya Retana |
| Convergència Democràtica de Catalunya (CDC)         | 5       | Ángel Manuel Perera Calle, Jordi Pujol, Miquel Roca, Ramon Sala Canadell, Josep Sendra Navarro                                                                                                |
| Partit Socialista de Catalunya-Reagrupament (PSC-R) | 4       | Joaquim Arana, Joan Paredes Hernández, Josep Pau i Pernau, Josep Verde i Aldea |
| Unió Democràtica de Catalunya (UDC)                 | 1       | Antón Cañellas |
| Esquerra Democràtica de Catalunya (EDC)             | 2       | Macià Alavedra, Ramón Trías Fargas |
| Esquerra Republicana de Catalunya (ERC)             | 1       | Heribert Barrera |
| Euskadiko Ezkerra (EE)                              | 1       | Francisco Letamendia |